# Степанова, Евгения Акимовна
Евге́ния Аки́мовна Степа́нова (6 января 1900, по другим данным по старому стилю 15 декабря 1899, Балашов (город), Саратовская губерния, Российская империя — 1988, Москва, Московская область, Советский Союз) — советский историк, доктор исторических наук (1959), заслуженный деятель науки РСФСР (1971), последний лауреат «Премии имени Ленина» (1935).

## Биография
Член РКП(б) с 1918, кандидат в член ЦК КПСС в 1952—1956. В 1918—1928 вела партийную и преподавательскую работу. В 1931 окончила Институт красной профессуры. В 1931—1952 старший научный сотрудник (с перерывами), в 1953—1958 заместитель директора, с 1958 консультант Института марксизма-ленинизма при ЦК КПСС.
Умерла в 1988 году. Похоронена на Долгопрудненском кладбище.

### Письмо
В декабре 1967 направила в ЦК КПСС письмо:
Считаю своим партийным долгом обратить внимание ЦК КПСС на весьма сомнительную в идейном отношении пьесу М. Шатрова «Большевики», поставленную театром «Современник». Эта пьеса — завершение трилогии, в основу которой положена важная мысль В. И. Ленина в его статье «Памяти Герцена» о трёх поколениях русских революционеров. Этот сам по себе прекрасный замысел решён в пьесе «Большевики», на мой взгляд, совершенно неудовлетворительно.
…
Едва ли следует, по-моему, особенно винить за постановку этой пьесы руководство театра «Современник» и его актёров: ведь они, наверно, «изучали» историю нашей партии и историю якобинской диктатуры только для сдачи экзаменов в своих «творческих» ВУЗах. Но что сказать о драматурге Шатрове, который сделал своей специальностью сочинение пьес на историко-партийные темы? И о чём думало Министерство культуры, разрешая поставить пьесу «Большевики», в которой нет большевиков? Хорош подарок к 50-летию Советской власти!
«Вопросы истории», № 11, 2005.

## Награды
- орден Октябрьской Революции
- орден Дружбы народов (4.01.1980)[3]
- ещё один орден
- медали

## Публикации
- Маркс и Энгельс в первые месяцы революции 1848-49 годов / Сборник к 100-летию революции 1848 года. М.: издательство МГУ, 1949;[4]
- Из истории идейной борьбы в немецком демократическом движении 40-х годов XIX в. Вопросы истории, 1955, № 8;[5]
- Автор работы «Фридрих Энгельс» (1935, Премия имени Ленина / Комакадемии, 1936, 2-е, переработанное и дополненное издание Госполитиздат, 1956);
- Член авторского коллектива, подготовившего труды: «Карл Маркс. Биография» (1968, 2-е издание 1973), «Фридрих Энгельс. Биография» (1970);
- Подготовитель и редактор ряда томов 1-го и 2-го издания сочинений К. Маркса и Ф. Энгельса.
- Фридрих Энгельс : краткий биографический очерк / Е. А. Степанова. — 3-е изд., перераб. и доп. — Москва : Политиздат, 1980. — 240 с. : ил.
- Карл Маркс : Краткий биографический очерк. — 2-е изд. — М. : Прогресс, 1983. — 286 с., 6 л. ил.[6]